# 東京砥石
東京砥石株式会社（とうきょうといし）は、神奈川県厚木市に本社を置く企業。ノリタケカンパニーリミテドの子会社であり、砥粒保持力が強い磁器質結合剤を使用したビトリファイド砥石の製造を行なっている。
日本陶器（現・ノリタケカンパニーリミテド）は1960年代半ばまで、砥石事業では需要家への直接販売のみを行なっていた。これに加えて汎用のビトリファイド砥石の生産も手掛けるべく、1967年（昭和42年）10月19日に全額出資で東京砥石株式会社を本社内に設立した。なお工業用砥石にはビトリファイドとレジノイドの2種類があり、レジノイド砥石は同じノリタケグループの広島研磨工業が生産を担当することになった。
1969年（昭和44年）2月10日に東京砥石は現在の神奈川県厚木市に本社を移転し、同年6月10日に工場が竣工し製造を開始した。この工場は日本陶器のセラミックス生産技術を活用し、大型の機械を導入した自動化生産ラインを持ち生産性が高かった。その後、汎用ビトリファイド砥石の販売は順調に拡大し、自由研削、金型研削、精密研削などの用途の砥石を製造し、1995年（平成7年）にはCBN製の砥石なども扱うようになった。これらの製品の販売は、ノリタケカンパニーリミテドおよびゼンノリタケが担当している。
2009年（平成21年）10月1日、親会社であるノリタケカンパニーリミテドに吸収合併された。